# N-331
La carretera N-331 es una carretera nacional que une las ciudades de Córdoba y Málaga. Discurre más o menos paralela a la Autovía de Málaga o A-45, con la que se cruza por pasos a diferente nivel en la provincia de Córdoba.
La N-331, que en su día era la única vía entre la ciudad de Córdoba y la de Málaga, ha quedado relegada hoy día a vía de acceso a las propiedades colindantes y como travesía de los núcleos urbanos que atraviesa.

## Localidades de paso (de norte a sur)
- Córdoba
- Fernán-Núñez
- Montemayor
- Montilla
- Aguilar de la Frontera
- Monturque
- Los Santos
- Lucena
- Encinas Reales
- Benamejí
- El Tejar
- Antequera
- Villanueva de Cauche
- Casabermeja
- Málaga